# Тичиган (Висконсин)
Тичиган (енгл. Tichigan) насељено је место без административног статуса у америчкој савезној држави Висконсин.

## Демографија
По попису из 2010. године број становника је 5.133, што је 372 (7,8%) становника више него 2000. године.
| Група             | 2000.         | 2010.         |
| Белци             | 4.641 (97,5%) | 4.939 (96,2%) |
| Афроамериканци    | 17 (0,4%)     | 10 (0,2%)     |
| Азијати           | 10 (0,2%)     | 33 (0,6%)     |
| Хиспаноамериканци | 66 (1,4%)     | 102 (2,0%)    |
| Укупно            | 4.761         | 5.133         |